# Павловський Олександр Кіндратович
Павловський Олександр Кіндратович (21 лютого 1861, Татарбунари — 13 червня 1923, Петроград) — російський цивільний інженер та архітектор, керівник Петроградського інституту цивільних інженерів, професор.

## Життєпис
Олександр Павловський народився 21 лютого 1861 року в містечку Татарбунари Акерманського повіту Бессарабської губернії.
Після закінчення курсу в одеському реальному училищі, Олександр у 1880 році вступив до Петербурзького будівельного училища, яке закінчив у 1885-му з чином X класу. Протягом наступних 15 років працював на будівництві, приділяючи основну увагу опалювально-вентиляційній техніці. З того ж часу Олександр Кіндратович був членом Технічно-будівельного комітету Міністерства внутрішніх справ Російської імперії, а також займався приватними будівлями. З 1893 року Олександр Кіндратович служив архітектором Чесменської військової богадільні.
Технічна діяльність архітектора була зосереджена головним чином в товаристві з улаштування опалення та вентиляції будівель «Лукашевич і К», де в якості техніка він провів значну кількість спеціальних робіт. Член правління Товариства цивільних інженерів. У Санкт-Петербурзі побудував кілька будівель для навчальних закладів, комплекс споруд сміттєспалювальної станції. 

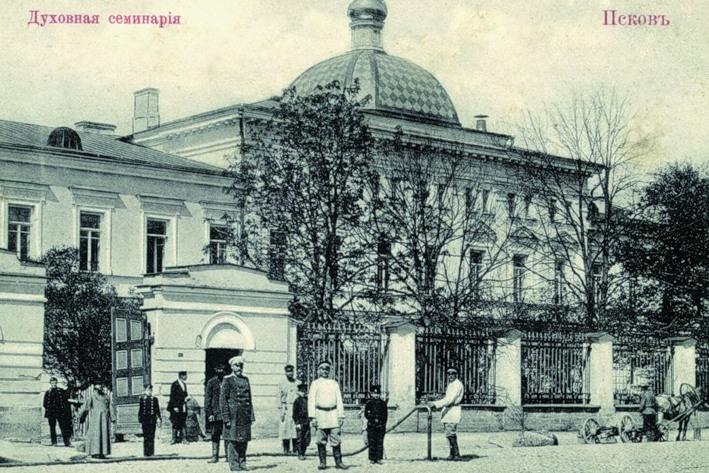
Головний корпус Псковської духовної семінарії

У 1891 році довірений царський чиновник Костянтин Побєдоносцев перевів Олександра Кіндратовича на роботу до Пскова для реставрації Спасо-Преображенського собору Мірожського монастиря. Олександр Павловський не тільки реставрував безцінний собор, але оскільки був фахівцем в сфері опалення та вентиляції будівель, то виробив ряд технічних робіт, які створили умови для кращого збереження фресок. У 1900 році архітектор виконав проект розширення Духовної семінарії у Пскові. За проектом петербурзького архітектора стара і нова будівлі були об'єднані. Під час перебудови приміщення у 1901—1904 роках архітектор Павловський надбудував приміщення об'ємом домової церкви на честь Трьох святителів з купольним завершенням (двосвітня зала).
У 1901 році Олександр Кіндратович був зарахований позаштатним викладачем Інституту цивільних інженерів, а у 1902 році він зайняв за конкурсом посаду екстраординарного професора по курсу опалення та вентиляції в тому ж інституті. У 1911 році Павловський працював вже як ординарний професор і одночасно, з 1905 року, як інспектор, а потім проректор, інституту до кінця свого життя.

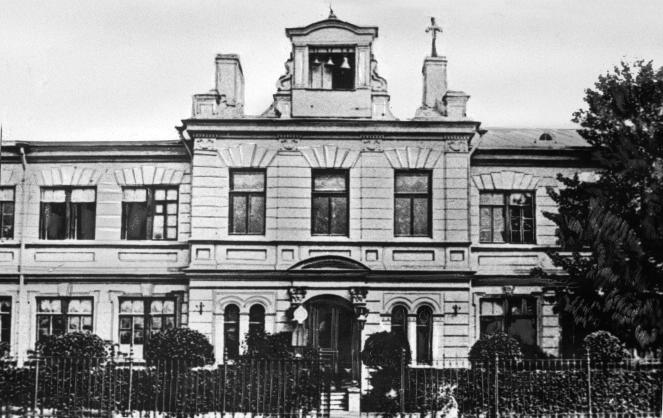
Михайлівський навчально-виховний заклад

Після Жовтневого перевороту 1917 року Павловський керував Петроградським інститутом цивільних інженерів. У 1918 році цивільний інженер у складі петроградської групи експертів брав участь у роботах по відновленню міста Ярославль після боїв білогвардійців з більшовиками.
Помер Олександр Кіндратович 13 червня 1923 року.

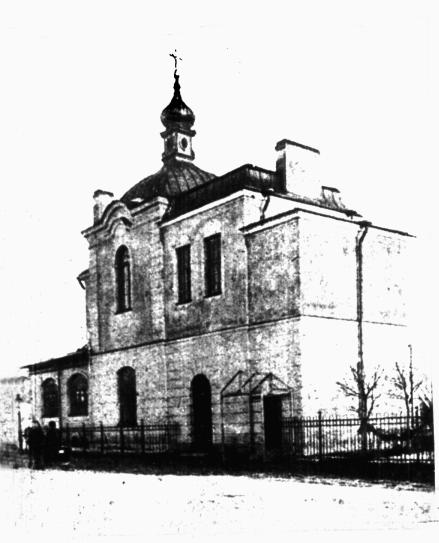
Церква св. Миколи Чудотворця і цар. Олександри

## Відомі проекти
- Будівля богадільні і притулку товариства допомоги бідним в приході Троїцької церкви в Санкт-Петербурзі (1886—1887)[6].
- Будинок Михайлівського навчально-виховного закладу на Кам'яноострівському проспекті в Санкт-Петербурзі (1891—1892)[7][8].
- Церква св. Миколи Чудотворця і цариці Олександри при Міській дитячій лікарні Санкт-Петербурга (1908—1910)[9].

## Праці
- «Курс опалення та вентиляції», що витримав п'ять видань (1904, 1906-1907, 1909, 1914 і 1924 — посмертне видання);
- «Загальні підстави улаштування лікарень» (1894);
- «Про будинкові пральні» (1895);
- «Облаштування каналів і труб» (1902);
- «Перша міська сміттєспалювальна станція в Петербурзі» (1906);
- «Опис опалення та механічної вентиляції у петербурзькій Римо-католицькій церкві св. Катерини» (1896).